# Strong's Island (Canada)
Strong's Island is een eiland van 1,15 km² dat deel uitmaakt van de Canadese provincie Newfoundland en Labrador. Het ligt in de Bay of Exploits voor de noordkust van Newfoundland.

## Ligging en bereikbaarheid
Strong's Island is een van slechts drie bewoonde eilanden in de erg eilandrijke Bay of Exploits. Het noordelijkste punt van het eiland ligt amper 150 meter voor de kust van New World Island, het grootste eiland van de baai. Op dat smalste punt is een dijk aangelegd met daarop Island Drive, een weg die beide eilanden met elkaar verbindt. 

## Demografie
Het eiland maakt in zijn volledigheid deel uit van de gemeente Summerford. Hoewel Summerford voor het overgrote deel op New World Island gelegen is, wonen er ook bijna honderd mensen op Strong's Island.